# Mexcala meridiana
Mexcala meridiana är en spindelart som beskrevs av Wesolowska 2009. Mexcala meridiana ingår i släktet Mexcala och familjen hoppspindlar. Inga underarter finns listade i Catalogue of Life.